# David Huguet
David Huguet (1416 – 1438), foi o mestre arquitecto irlandês que sucedeu a Afonso Domingues em 1402 na construção do Mosteiro da Batalha dirigindo as obras até 1438. Exemplo da arquitectura gótica tardia portuguesa, ou estilo manuelino, é considerado património mundial pela UNESCO.
Huguet casou em Portugal com Maria Esteves (que foi beneficiada pelo rei D. Duarte, e lhe atribuiu casa e propriedades nas imediações do Mosteiro entre 1436 e 1437), não tendo todavia deixado descendentes.
As origens de Mestre Huguet são obscuras. Uma hipótese afirma que terá vindo da costa mediterrânica da Catalunha. Outra hipótese indica que veio da Irlanda, e pode ter sido recomendado à rainha D. Filipa de Lencastre pelo mestre pedreiro Henry Yevele (c.1320-1400), construtor de naves da Abadia de Westminster e da Catedral de Canterbury.

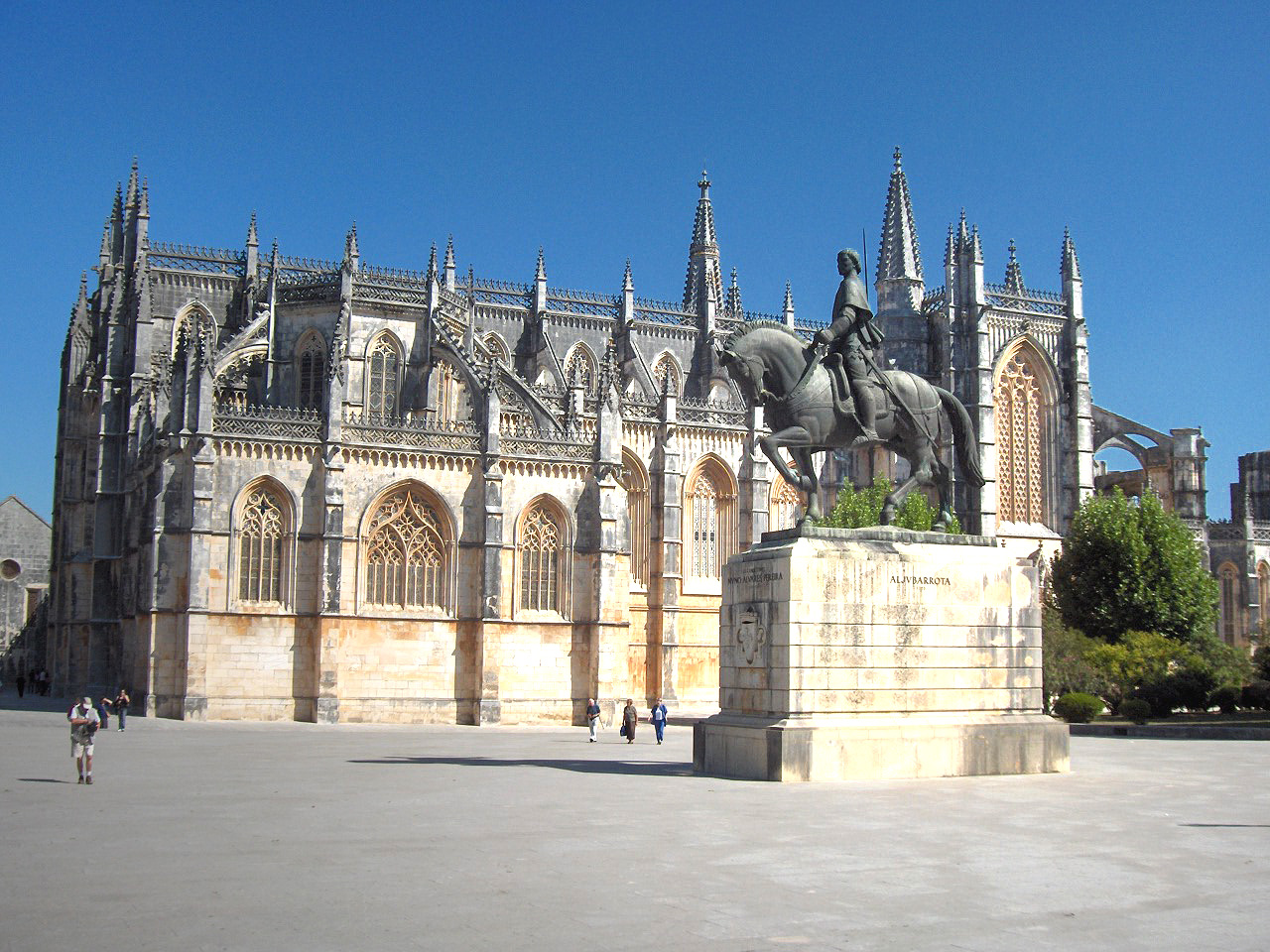
Mosteiro da Batalha

Em 1402 assumiu a construção do Mosteiro da Batalha do primeiro arquitecto Afonso Domingues. Nessa altura, apenas partes da igreja, e a casa do capítulo tinham sido concluídas. Sabe-se que ao projecto inicial corresponde a igreja, o claustro e as dependências monásticas inerentes, como a Sala do Capítulo, sacristia, refeitório e anexos.
Huguet iria continuar a construção desse imenso edifício até sua morte em 1438. Sob sua direção a Capela-Mor, Sala do Capítulo e a Capela do Fundador foram concluídas. Mais tarde ele foi sucedido pelos arquitectos portugueses Martin Vasquez, Fernão de Évora e Mateus Fernandes.
Um dos mais importantes edifícios adjacentes ao mosteiro e que marca indelevelmente o seu carácter «real», sendo bem esclarecedor quanto aos intentos envolvidos é, precisamente, a chamada Capela do Fundador. Trata-se de uma construção situada à direita do templo, encostada ao flanco exterior da nave sul, por onde se faz a entrada. Possui planta quadrada, na qual se inscreve ao centro um octógono, que se desenvolve em volume para cima, ao nível do seu segundo andar ― um octógono que funciona, também, como lanterna. Esta capela foi traçada por mestre Huguet e encontrava-se ainda em obras em 1426, sendo terminada pouco depois do falecimento do monarca, que para ali foi trasladado, juntamente com o corpo da rainha, um ano depois (1434).
O facto de D. João I mandar erguer um panteão para si e para a sua família é sinal desta mística dinástica sem precedentes. O Mosteiro da Batalha foi um projecto de legitimação de uma nova dinastia, a dinastia de Avis: daí a dimensão da obra ― sinal de capacidade financeira e de poder de realização.

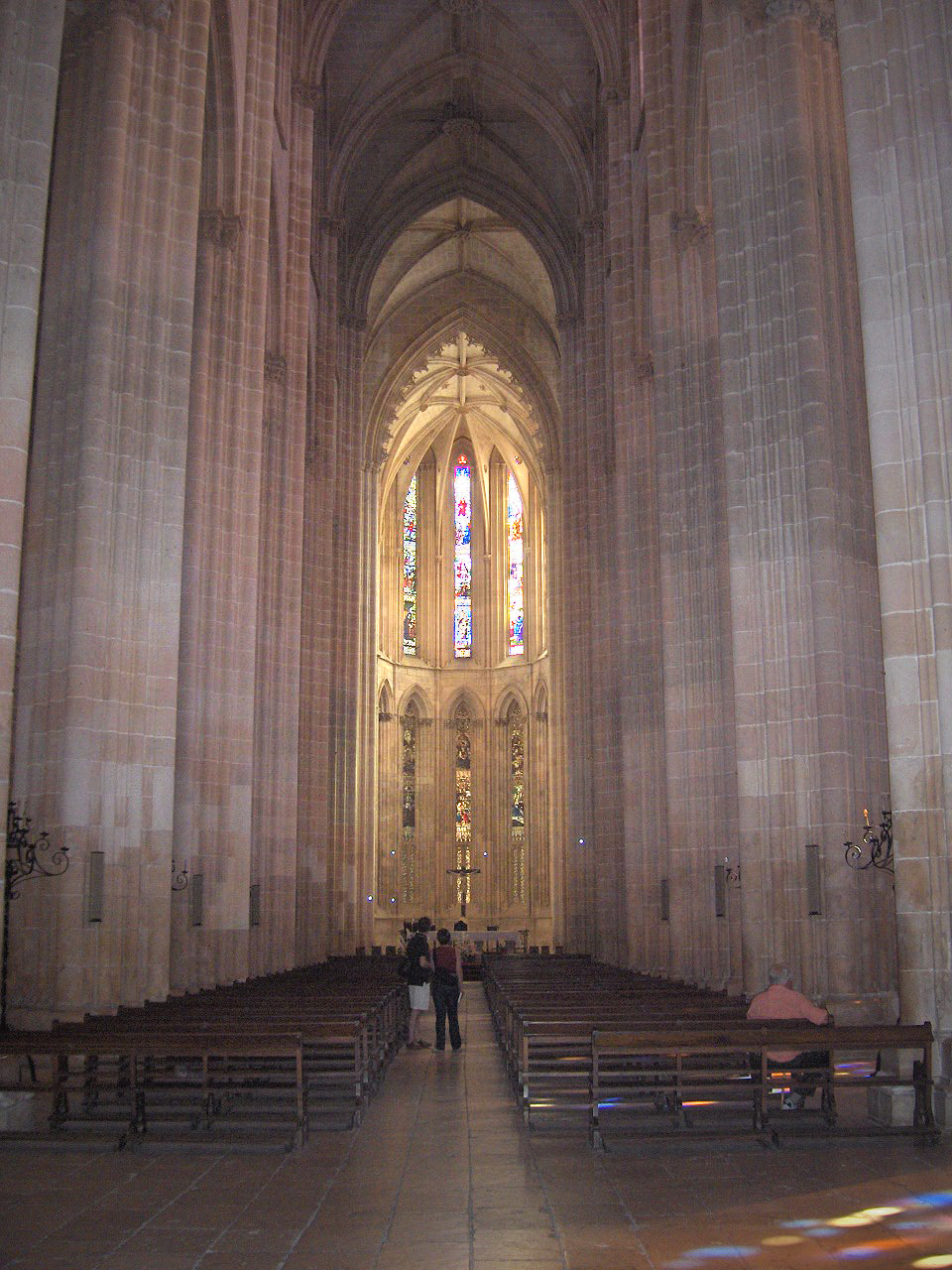
Nave central

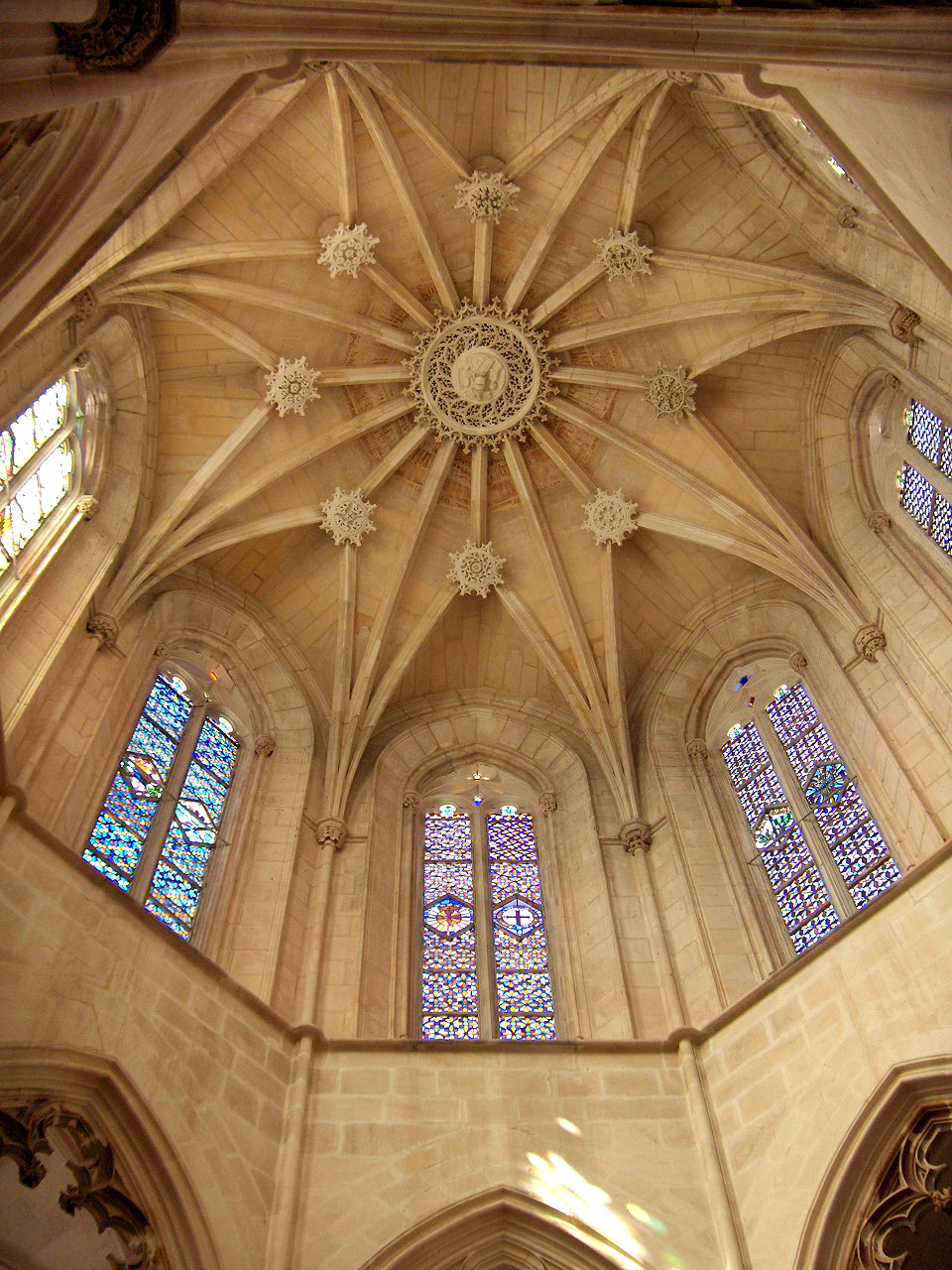
O teto da Capela do Fundador